# Pico da Urze
Koordináták: é. sz. 32° 45′ 03″, ny. h. 17° 06′ 60″32.750936°N 17.116536°W

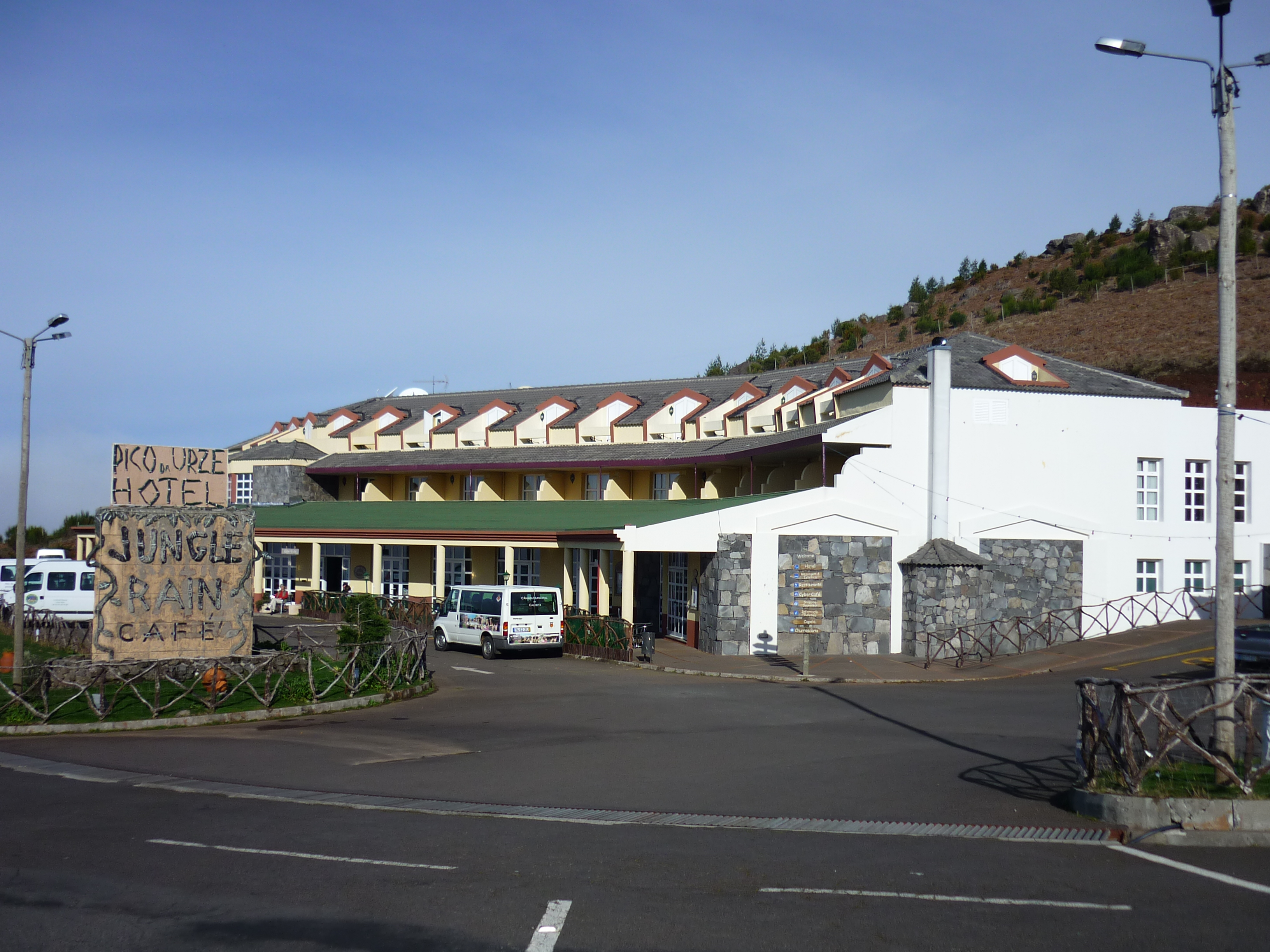
A Pico da Urze szálloda

Az Urze, teljes nevén Pico da Urze (a. m. Urze-csúcs) egy 1418 m magas orom Madeira közepén, a Paúl da Serra fennsík déli peremén húzódó vízválasztón, a Loiral (1415 m) csúcstól északnyugatra, a közvetlenül a fennsíkot átszelő ER 110 főközlekedési út mellett.

## Közlekedés, elérhetősége
Közúton vagy gyalogosan közelíthető meg
A csúcstól mintegy két kilométerrel keletre keresztezi a főutat a Canhast és Arco da Calhetát az északi parton fevő Ribeira da Janelával összekötő, ER 209 jelű út. A csúcstól bő fél kilométerrel nyugatra ágazik ki az ER 110 főútból egy Arco da Calhetába vezető bekötőút.

## Látnivalók, nevezetességek
A csúcs lábánál az út mellett a 2000-es években építették a csúcsról elnevezett Pico da Urze szállodát, ami a sziget közepét, illetve az északi oldal babérlombú erdőit megtekinteni kívánó turisták optimális kiindulópontja. A jellegtelen épület parkolója mellett egy kis, Szűz Máriának szentelt kápolnát vágtak a bazalttufába. A kápolna belsejét modern stílusú, meglehetősen silány azulejók díszítik.

## Képgaléria

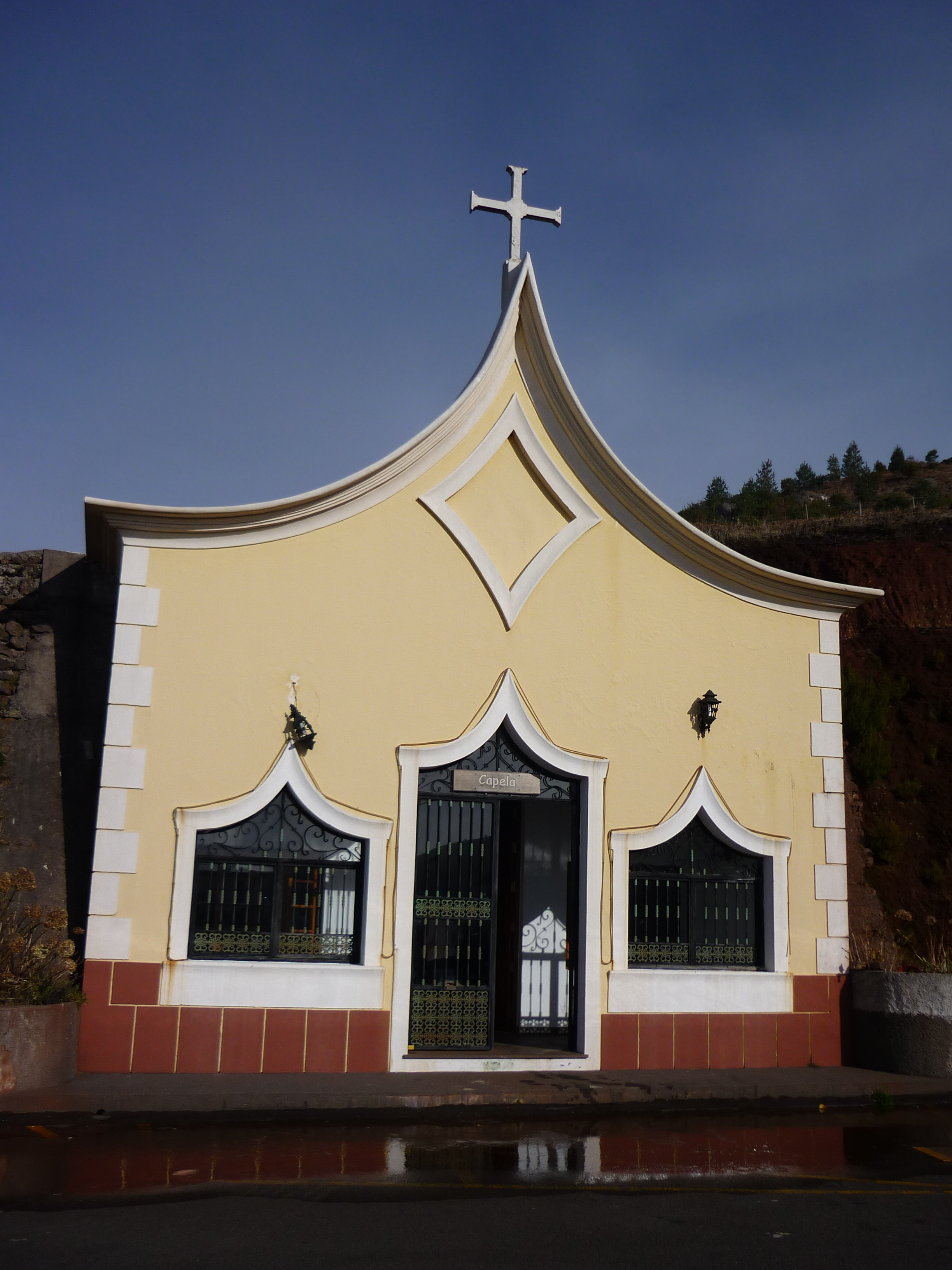
A kápolna bejárata
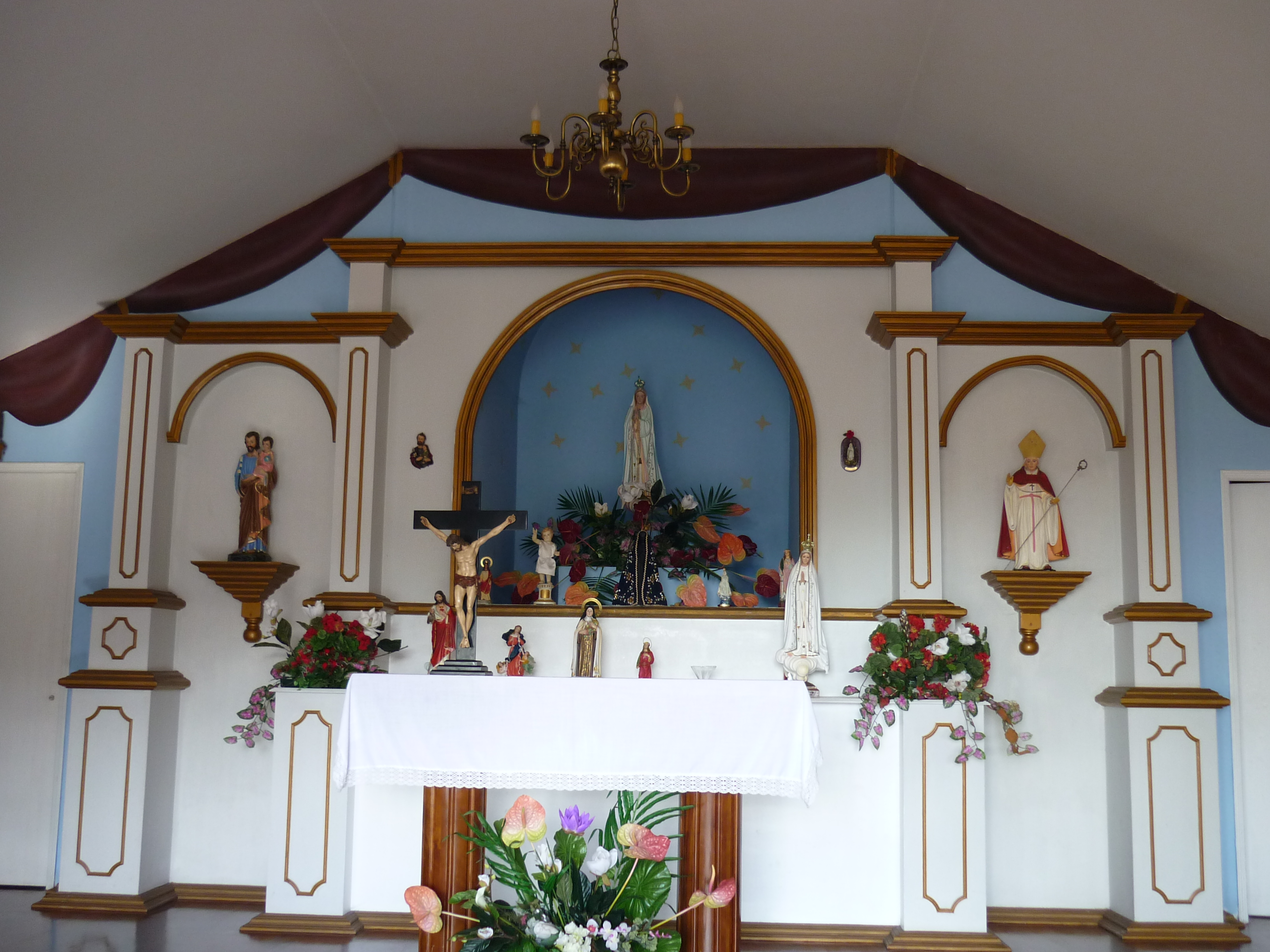
A kápolna oltára
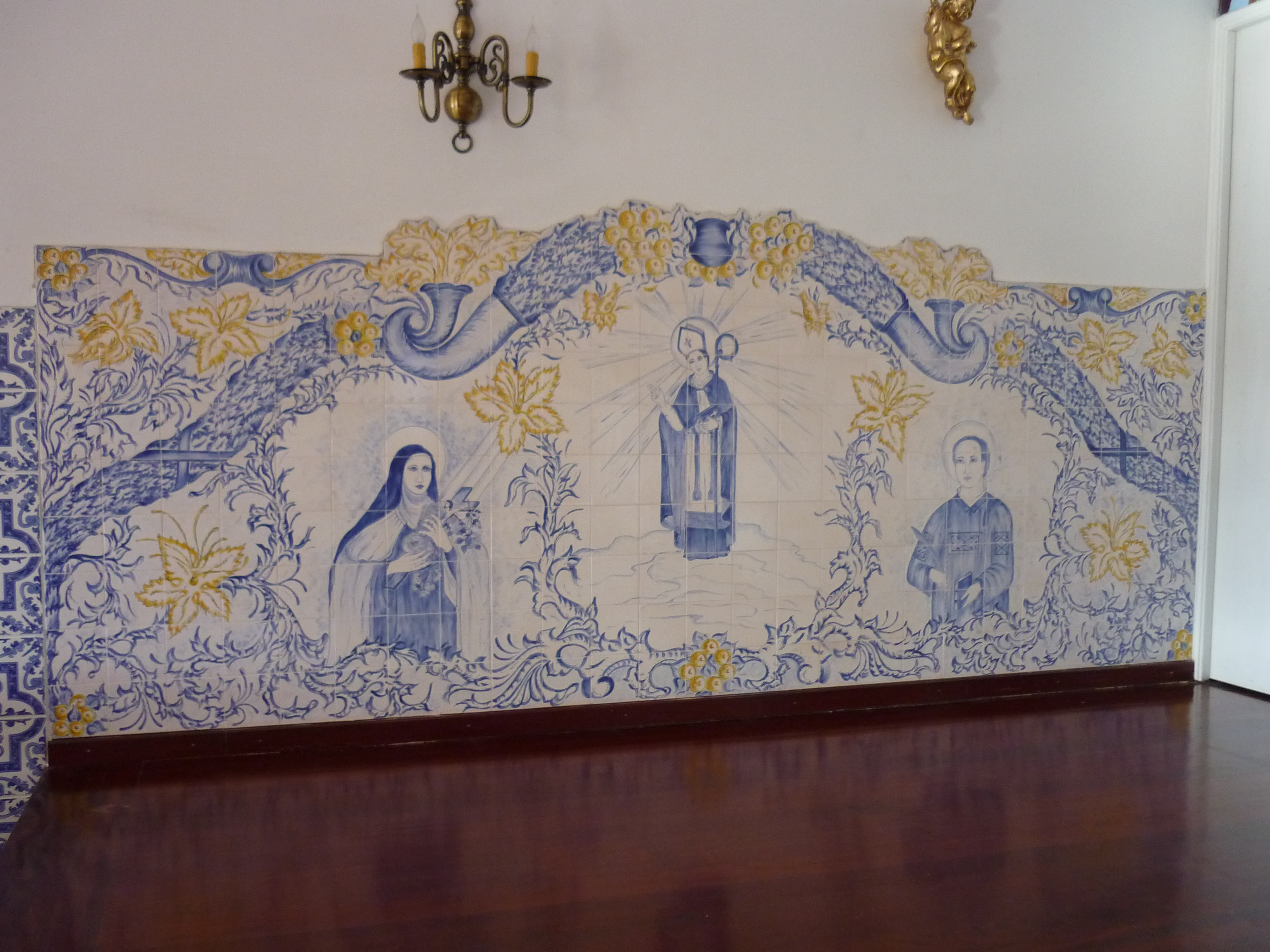
Azulejo a kápolnában
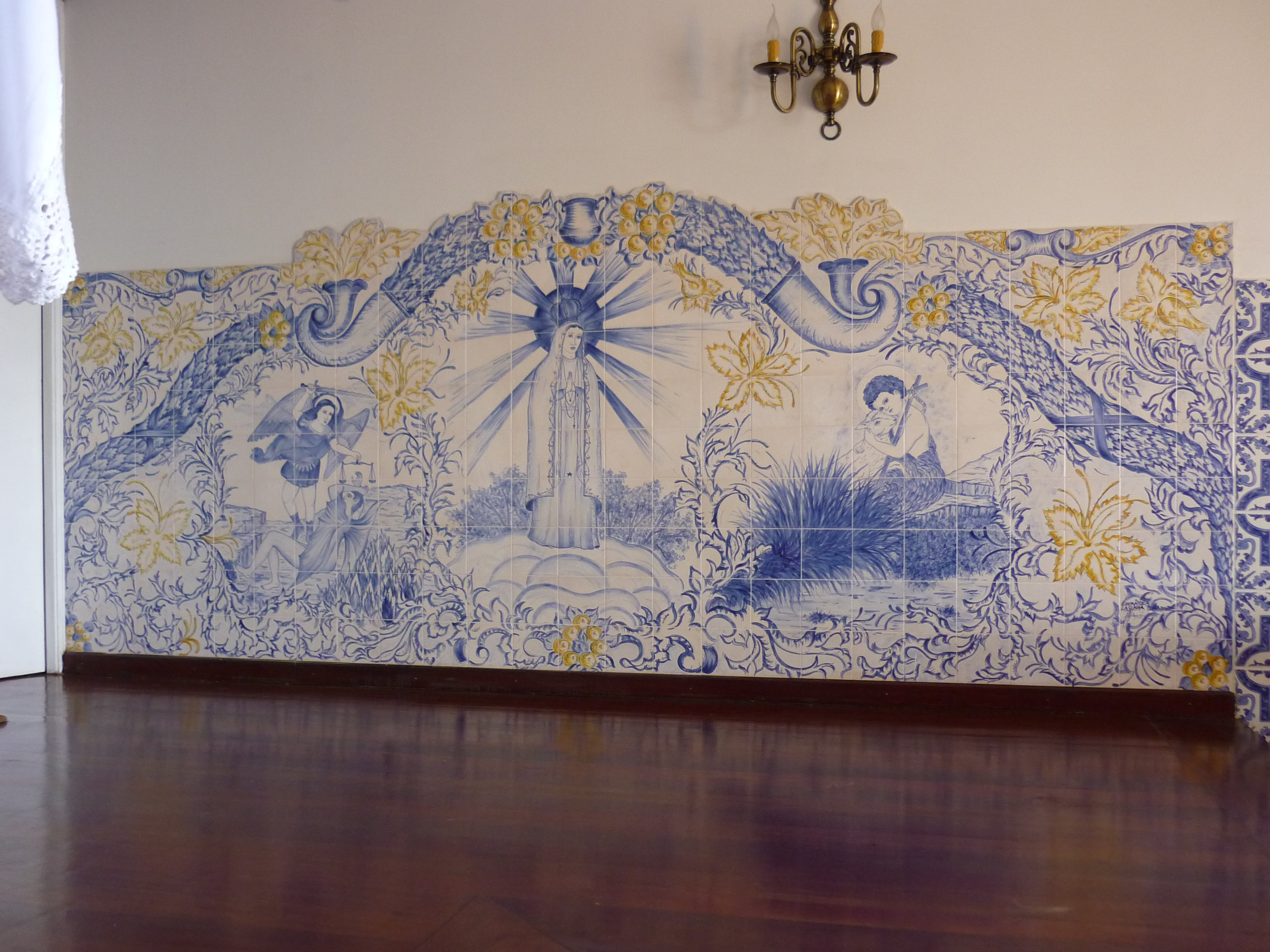
Azulejo a kápolnában